# Gottfried Münzenberg
Gottfried Münzenberg (* 17. März 1940 in Nordhausen; † 2. Januar 2024 in Greifswald) war ein deutscher Physiker und Hochschullehrer. Er hatte als Gruppenleiter an der Gesellschaft für Schwerionenforschung (GSI) in Darmstadt wesentliche Anteile an der Entdeckung und Synthetisierung der Elemente 107 Bohrium (Bh), 108 Hassium (Hs), 109 Meitnerium (Mt) und war, schon als Professor an der Justus-Liebig-Universität Gießen, bei der Synthese der neuen chemischen Elemente 110 Darmstadtium (Ds), 111 Roentgenium (Rg) und 112 Copernicium (Cn) beteiligt.

## Leben
Gottfried Münzenberg wuchs in einem protestantischen Pfarrhaus auf, seine Eltern waren Pfarrer Heinz Münzenberg und Helene. Seit seiner Jugend beschäftigen ihn die Wechselwirkungen zwischen Physik, Theologie und Philosophie.
Münzenberg legte 1960 sein Abitur am Ratsgymnasium in Wolfsburg ab. Er studierte Physik an der Justus-Liebig-Universität Gießen und der Leopold-Franzens-Universität Innsbruck und schloss seine Studien 1971 mit der Promotion an der Justus-Liebig-Universität Gießen ab. 
1976 trat er in die Abteilung Kernchemie an der GSI in Darmstadt ein, die von Peter Armbruster geleitet wurde. Er war maßgeblich beteiligt an der Konstruktion von SHIP, dem Separator of Heavy Ion Reaction Products. Gottfried Münzenberg war die treibende Kraft in der Entdeckung der kalten Schwerionenfusion und ihrer Anwendung auf die Synthese der schwersten Elemente. 
1981/1982 war er grundlegend beteiligt als an der GSI die Protonenemission (Protonenradioaktivität) an verschiedenen Nukliden mit sehr hohem Protonen-Neutronen-Verhältnis nachgewiesen werden konnte. 
1984 wurde er Leiter des neuen GSI-Projektes FRS, des Fragmentseparators. Diese Experimenteinrichtung öffnete neue Forschungsbereiche für die Wechselwirkung relativistischer Schwerionen mit Materie, Erzeugung und Abtrennung exotischer Ionenstrahlen zur Erforschung der Kernstruktur. 
1988 habilitierte Gottfried Münzenberg an der Justus-Liebig-Universität Gießen in Experimentalphysik und wurde hier 1994 auf eine Professur berufen.
Er leitete die Abteilung „Kernstruktur und Kernchemie“ an der GSI und hielt ab 1996 eine Professur in Physik an der Johannes-Gutenberg-Universität in Mainz bis zu seiner Pensionierung im März 2005. Noch vor der Wiedervereinigung initiierte er eine enge Zusammenarbeit der GSI mit dem Forschungszentrum Rossendorf.
Mit dem Start der Experimente am Fragmentseparator FRS ab 1990 war er Mitentdecker der doppelt magischen Kerne 100Sn (1994), 78Ni (1995) und des Protonen-Halos in 8B (1995).
Zu Beginn der 2000er Jahre  war er maßgeblich an der Initiierung und Gründung der NUSTAR-Kollaboration für die kommende internationale Teilchenbeschleunigeranlage FAIR beteiligt. Mit seinem Namen sind in der Kernphysik die Entdeckung von mehr als 220 neuen Isotopen, die Entdeckung und Erforschung gebundener pionischer Atome, der Beta-Zerfall in gebundene Endzustände in hochionisierten Atomen, mehr als 350 neue Massenmessungen u.v.a.m. verbunden. 
Er war von 2000 bis 2015 Gründungspräsident des internationalen „GSI Exotic Nuclei Community“ (GENCO), die junge Wissenschaftler für herausragende Forschung in der Kernphysik, der nuklearen Astrophysik und eng verwandten Bereichen ehrt und motivieren möchte. Seit 2006 werden maximal drei erfahrene Wissenschaftler mit einer Mitgliedschaft ausgezeichnet.
Bis zu seiner Pensionierung hielt er den „Rekord an den meist entdeckten Nukliden“ mit 219, den er erst 2013 an Hans Geissel (272) verlor.
Er wurde unter anderem mit dem Röntgen-Preis der Justus-Liebig-Universität in Gießen im Jahr 1983 geehrt. 1996 erhielt er zusammen mit Sigurd Hofmann den Otto-Hahn-Preis der Stadt Frankfurt am Main. 2000 erhielt er den Lise-Meitner-Preis.
Gottfried Münzenberg war Mitglied der Landsmannschaft Chattia Gießen, sowie der Hallenser Turnerschaft Hasso-Saxonia zu Kaiserslautern.

## Ehrungen
- 1983 den Röntgen-Preis an der Justus-Liebig-Universität Gießen
- 1984 den Physikpreis der Deutschen Physikalischen Gesellschaft (zusammen mit Sigurd Hofmann, Willibrord Reisdorf und Karl-Heinz Schmidt)
- 1996 den Otto-Hahn-Preis der Stadt Frankfurt am Main  (zusammen mit Sigurd Hofmann)
- 1996 die Golden Medal of the Faculty of Mathematics and Physics der Comenius-Universität Bratislava (Slowakei),
- 1998 die „SUNAMCO Medal“ des IUPAP (zusammen mit der SHIP-[7] und der FRS-Gruppe[8])
- 2000 den Lise-Meitner-Preis für Kernphysik einschließlich deren Anwendungen der Europäischen Physikalischen Gesellschaft (zusammen mit Peter Armbruster und Juri Oganesjan)
- 2000 Ehrendoktor des Joint Institute for Nuclear Research in Dubna, Russland
- 2002 die Honorary Medal der Hellenic Nuclear Physics Society (HNPS), zu deren Ehrenmitglied er 2003 ernannt wurde[1][9]
- 2013 Ehrendoktor der Universität Jyväskylä, Finnland

## Schriften (Auswahl)
Münzenberg veröffentlichte über 400 Publikationen. Sein Schwerpunkt war die Verbindung kernphysikalischer Forschung mit apparativen Entwicklungen, speziell in Verbindung mit der Ionenoptik.
- Gottfried Münzenberg: Stigmatisch fokussierendes Teilchenspektrometer mit Massen- und Energiedispersion. Dissertation, Gießen 1971.
- Gottfried Münzenberg, Mathias Schädel: Moderne Alchemie: die Jagd nach den schwersten Elementen. Vieweg, 1996, ISBN 3-528-06474-9.
- C. A. Bertulani, M. S. Hussein, G. Münzenberg: Physics of radioactive beams. Nova Science Publ., Huntington, NY, 2001, ISBN 1-59033-141-9.
- Hans Geissel, Mark Huyse, Gottfried Münzenberg, Piet Van Duppen: Exotic Nuclear Beam Facilities. In: Reinhard Stock (Hrsg.): Encyclopedia of Nuclear Physics and its Applications. 2. Auflage, John Wiley & Sons, 2013, ISBN 978-3-527-64927-3, S. 159–212.